# Calendulauda africanoides
El alondra leonada (Calendulauda africanoides) es una especie de ave paseriforme de la familia Alaudidae propia de África austral.

## Distribución
La alondra leonada habita una zona muy extensa de África austral, que se estima en 2.400,000 km². Se encuentra en Angola, Botsuana, Etiopía, Kenia, Mozambique, Namibia, Somalía, Sudáfrica, Tanzania, Uganda, Zambia, y Zimbabue.